# HD97495
HD97495 — хімічно пекулярна зоря спектрального класу A3, що має видиму зоряну величину в смузі V приблизно  5,4.
Вона  розташована на відстані близько 162,9 світлових років від Сонця.